# イオニア

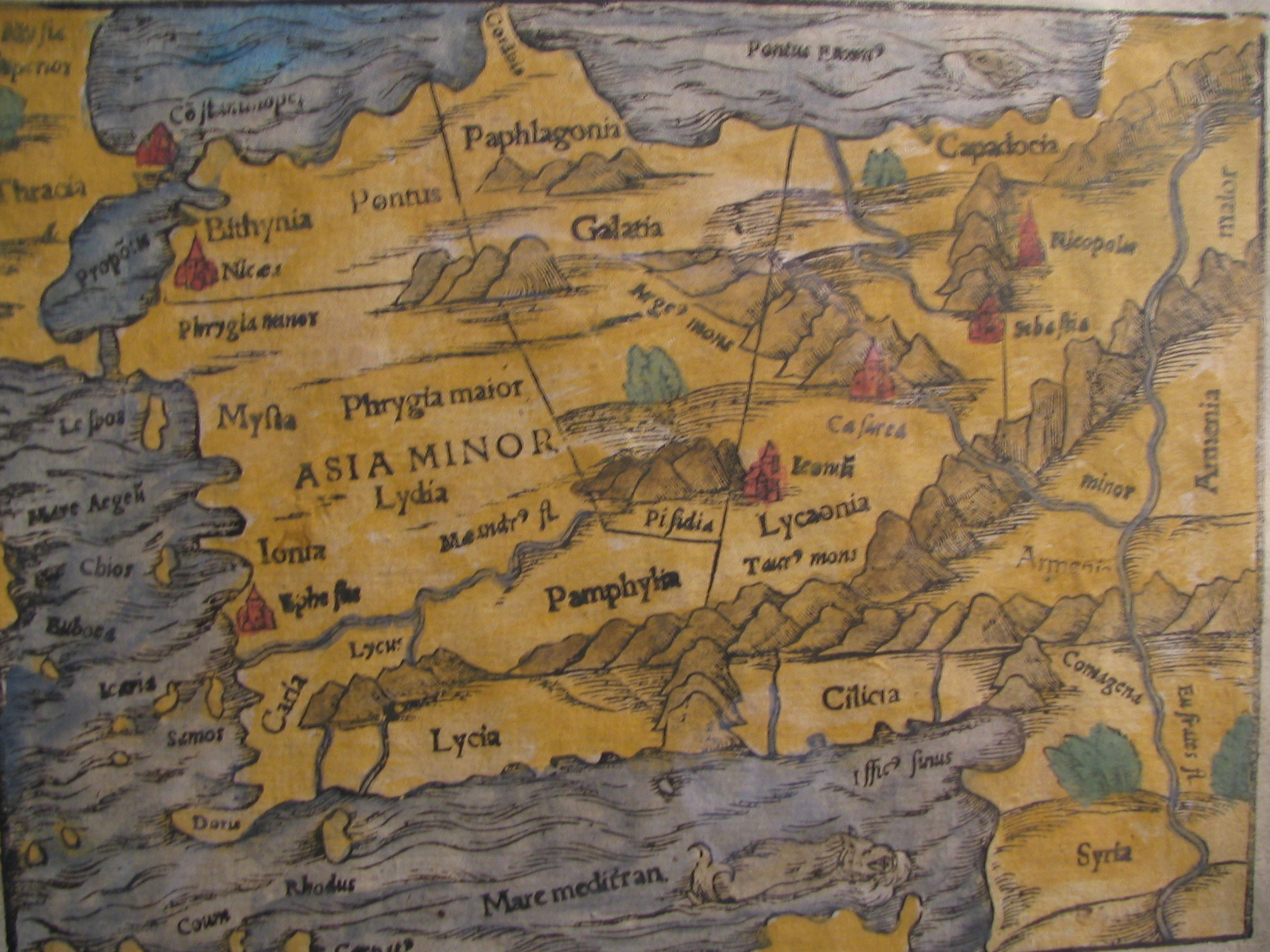
イオニア地方を表した15世紀の地図

イオニア（古代ギリシア語: Ἰωνία）とは、エーゲ海に面した、アナトリア半島（現・トルコ）南西部に古代に存在した地方のことである。近くにスミルナ（現・イズミル）があった。アナトリア半島にはイオニア人（古代ギリシア人を構成する1集団）が植民（でなければ、少なくとも支配）した様々な都市国家があり、それらで構成されたイオニア同盟の、北の地域を指す。

## 歴史
イオニアという地名は、先祖であるイオニア人に由来する。それまでイオニア人は、ギリシア本土とアナトリア半島の間にあるエーゲ海の島々に住んでいたが、アッティカ（最も重大なのはアテナイ）および現在のトルコ地方の両方に移住し、植民地を建設していた。
イオニア地方は、北はヘルムス川（現・ゲディズ川）河口近くのポカイア（現フォチャ）から、南はメアンデル川（現・メンデレス川）の河口近くのミレトスまでの狭い沿岸と、ヒオス島、サモス島から成り、北をアイオリス（アイオロス）、東をリュディア、南をカリアに囲まれていた。この地方の都市は、アケメネス朝（ペルシア）とギリシアとの衝突で重要な役割を持っていた。
古代ギリシア人の言い伝えによると、イオニア地方の諸都市はエーゲ海の反対側からやってきた植民者によって建設された。その植民はアッティカのイオニア人たちの伝説と深く関係していて、最後のアテナイ王コドロスの息子、ネイレウスおよびアンドロクロスが率いての植民だったという。
後世の年代学者たちはこれを「イオニア人の移動」と呼び、その時期は、トロイア戦争の140年後、あるいはヘラクレスの息子たちヘーラクレイダイのペロポネソス半島への帰還の60年後と見なしている。1910年、当時の研究者たちは、正確な時期はともかく、イオニア地方が比較的遅くギリシア化したという、ギリシア人たちに伝わる通説に賛成した。その時期は、ドーリア人の侵入と拡大以後、また、初期エーゲ時代以後にあたる。
紀元前7世紀、遊牧騎馬民族のキンメリア人がリュディアをはじめ小アジアの大部分を侵略した。キンメリア人はメアンデルのマグネシアは略奪できたものの、エフェソスの攻略には失敗した。
紀元前700年頃、今度はリュディアのメルムナス朝の始祖ギュゲス王がスミルナとミレトス一帯を侵略した。その息子アルデュスがプリエネを落とした時には、既にコロフォンもリュディアのものになっていたといわれている。長い服従の時代が続いた。紀元前547年、リュディアは滅亡したが、それで終わったわけではなかった。リュディア王クロイソスを打ち負かしたキュロス2世が引き続きイオニアを支配したのである。他のアジアのギリシア人都市とともに、イオニア地方はペルシアの属領となってしまった。首都から遠いところにあったので、ある程度の自治は許されたが、統治する僭主は全員ペルシアの手下だった。

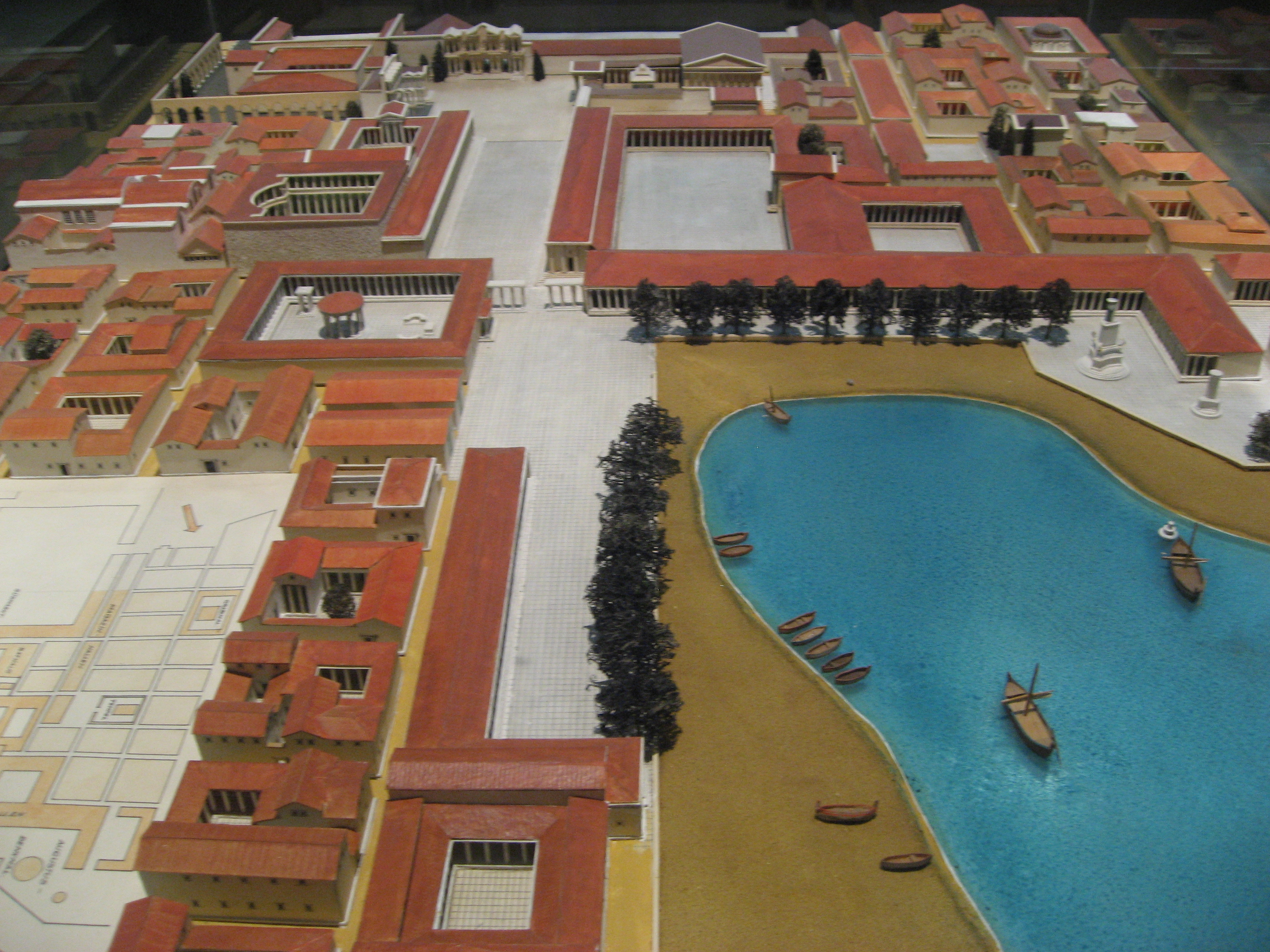
200年頃のミレトスの市場とその周辺を再現した1/300のモデル。1968年、H. Schleif＆K. Stephanowitz作。

そうした僭主の一人、ミレトスのヒスティアイオス（とその婿アリスタゴラス）の扇動で、紀元前500年頃、イオニア諸都市はペルシアに対してイオニアの反乱を起こした。まず、アテナイとエレトリアに応援を求め、サルディスに侵攻し、町を焼き払った。この事件がペルシア戦争の引き金となった。しかし、ラデ沖の戦いでイオニア艦隊は敗北。ミレトスも長期の包囲攻撃の末、陥落し、イオニアは再びペルシアに征服されてしまった。
しかし、ギリシア軍の相次ぐ勝利は、エーゲ海対岸の同胞たちに幸運をもたらした。ミュカレの戦い（紀元前479年）におけるペルシア軍の敗北で、ついにイオニアは自由を手に入れた。イオニアはアテナイの独立した同盟国となった（デロス同盟を参照）。しばらく自治は続いたが、紀元前387年のアンタルキダスの和平により、他のアジアのギリシア人都市同様、イオニアは再びペルシアの支配下に置かれた。もっともそれは名目上で、実際にはかなりの自由を保持していた。しかし、それもアレキサンダー大王の小アジア侵攻の時までだった。グラニコス川の戦いで、イオニアのほとんどの都市が征服されてしまった。ミレトスは単独で持ちこたえたが、長きにわたる包囲攻撃に、陥落してしまった（紀元前334年）。この時からイオニアはマケドニア王国の領土となった。しかし、ミレトスを除く都市は、アンティゴノス朝やその次のローマの支配下でも、なお繁栄を続けたのだった。

## 地理

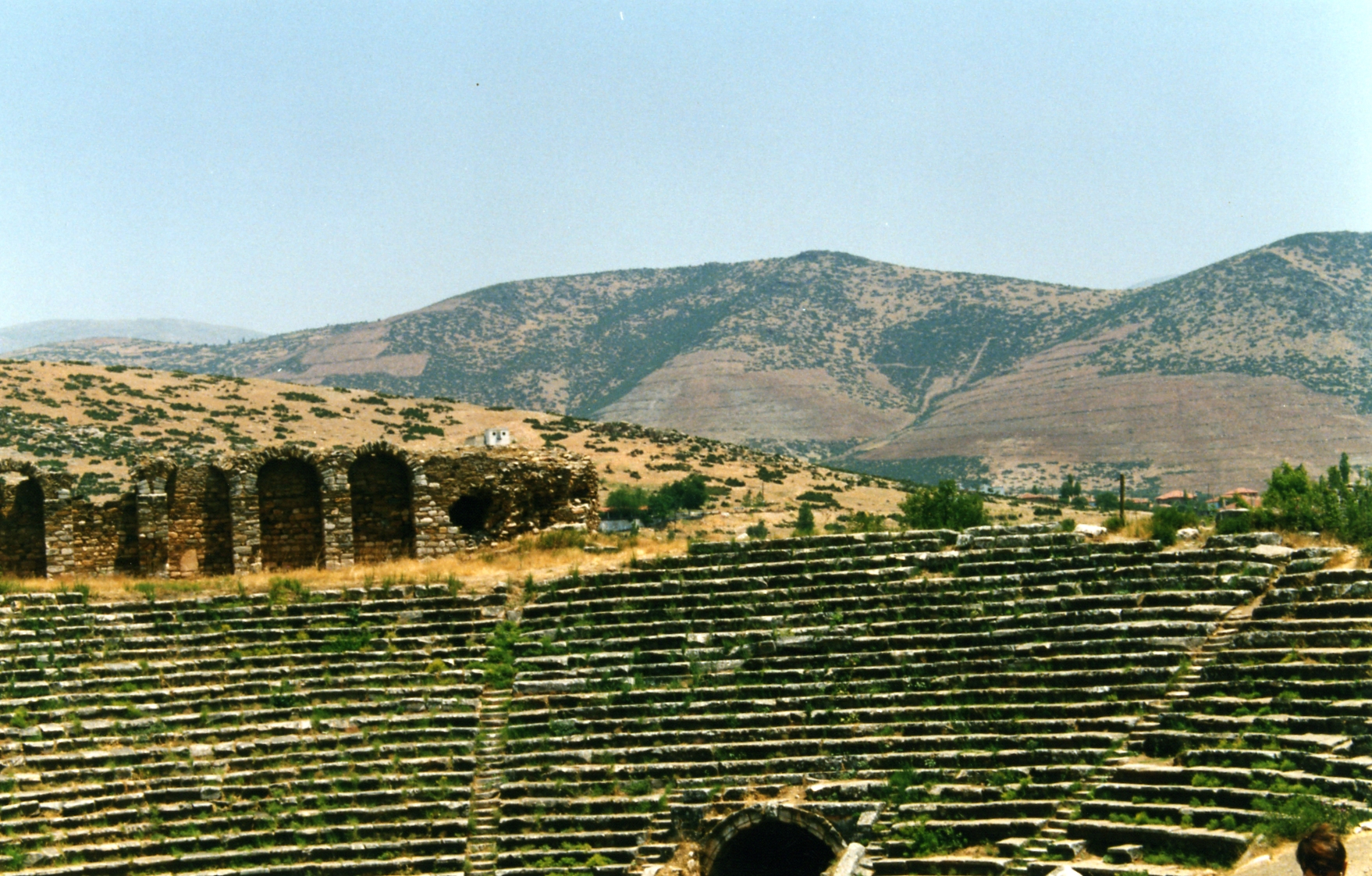
エフェソスの古代の劇場（撮影Traroth）

イオニア地方は、南北162km、東西36〜54kmだった。しかし、その他にも、ミマス半島、キオス島・サモス島という大きな島が加わる。海岸線は非常に入り組んでいて、海岸に沿って航海すると実際の距離のほぼ4倍にもなった。この地方の大部分は、山で占められていた。
現在もそうであるが、気候はとても良く、古代人には、小アジアでも最も肥沃な土地として有名だった。
植民地は当然のように栄え、とりわけミレトスは古代ギリシアの重要な商業都市となり、ミレトスからさらに、ユークシン海およびプロポンティス海の沿岸具体的にアビドゥス、キュジコスからトラペズス、パンティカパイオン（現ケルチ）
までの植民が行われた。
一方、ポカイアは最初のギリシア人都市の1つで、その都市の水夫たちは西地中海沿岸の探検を行った。
エフェソスは、重要な植民地は作らなかったものの、早い時期から繁栄し、現代のイズミルの役割と共通するものを持っていた。

## 学芸

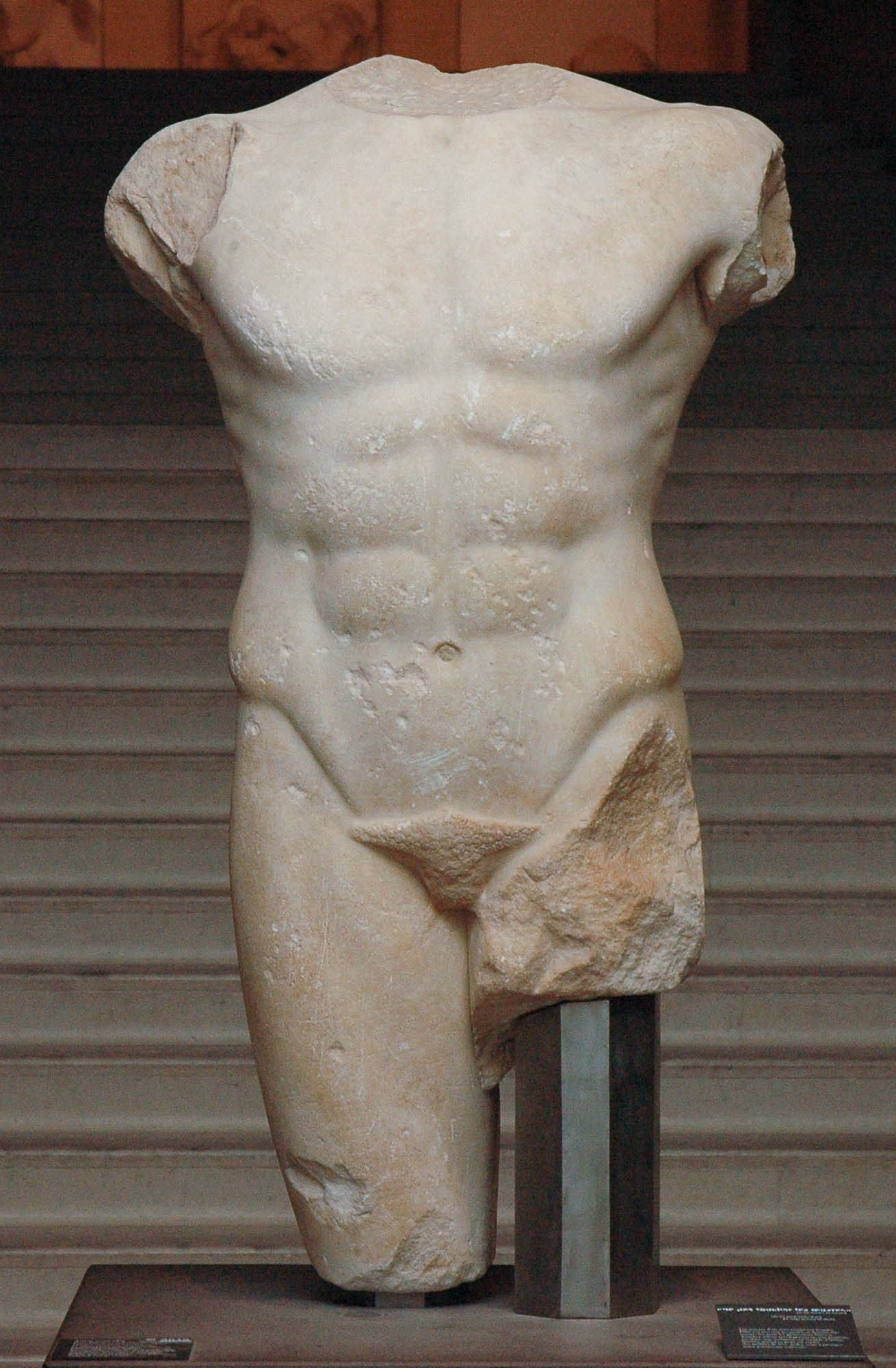
ミレトスで見つかった男性のトルソー。パロス島産大理石製。紀元前480年-紀元前470年頃。

イオニア地方は哲学・文学・美術に、多くの人材を輩出した。

### 文学
ホメーロスの出身地はイオニア（たとえばキオス島）と言われている。

### 美術
- サモスのテオドロス Theodorus of Samos（紀元前6世紀の彫刻家、建築家）
- サモスのロイコス
- マグネシアのバテュクレス Bathycles of Magnesia
- キオスのグラウコス Glaucus
- キオスのメラス
- キオスのミッキアデス（メラスの子）
- キオスのアルケルモス
- キオスのブパロス（アルケルモスの子） Bupalus
- キオスのアテニス（アルケルモスの子）

他にも、アペレスはコロフォンの出身と言われている。